# 小森あきほ
小森 あきほ（こもり あきほ、1997年10月19日 - ）は、日本のグラビアアイドル、タレント。千葉県出身。アーティストハウス・ピラミッド所属。

## 略歴
2022年3月25日、1stDVD『はじめてのレッスン』（竹書房）を発売。
2022年4月、同じアーティストハウス・ピラミッド所属の白波瀬海来、野田すみれ、東堂ともと共に「ピラミッドGALS」を結成。

## 人物
- 趣味：キックボクシング、筋トレ、映画鑑賞、料理、お菓子作り、掃除[1][2]。
- 特技：クラシックバレエ、Y字バランス[2]。

## 作品

### イメージビデオ
- はじめてのレッスン（2022年3月25日、竹書房）[5]
- 清楚なお姉さんの服の下（2022年9月28日、スパイスビジュアル）[6]
- 清楚彼女と恋したい（2023年4月26日、スパイスビジュアル）[7]
- はじめてのレッスン（2023年9月22日、竹書房）[8]
- あきるほど愛して（2024年12月18日、スパイスビジュアル）[9]

### デジタル写真集
- 愛さずにはいられない（2022年4月18日、小学館［週刊ポストデジタル写真集］、撮影：藤本和典）[10]
- ピラミッドGALS セクシー四重奏（2022年4月18日、小学館［週刊ポストデジタル写真集］、撮影：藤本和典）共演：白波瀬海来、野田すみれ、東堂とも[11]